# FC Hilversum in het seizoen 1960/61
Het seizoen 1960/1961 was het zesde jaar in het bestaan van de Hilversumse betaaldvoetbalclub Hilversum. De club kwam uit in de Tweede divisie en eindigde daarin op de tweede plaats, dit betekende rechtstreekse promotie naar de Eerste divisie. Tevens deed de club mee aan het toernooi om de KNVB beker, hierin werd de club in de groepsfase uitgeschakeld.

## Wedstrijdstatistieken

### Tweede divisie
|       | Baronie | De Graafschap | Haarlem | LONGA | N.E.C. | Oldenzaal | PEC   | Rigtersbleek | Roda Sport | Tubantia | UVS   | De Valk | Velox | Wilhelmina | Zeist | Zwartemeer | Zwolsche Boys |
| ----- | ------- | ------------- | ------- | ----- | ------ | --------- | ----- | ------------ | ---------- | -------- | ----- | ------- | ----- | ---------- | ----- | ---------- | ------------- |
| Thuis | 3 – 1   | 4 – 0         | 2 – 1   | 2 – 2 | 5 – 1  | 3 – 3     | 5 – 3 | 7 – 2        | 4 – 2      | 0 – 1    | 2 – 2 | 3 – 2   | 2 – 1 | 0 – 0      | 5 – 1 | 3 – 1      | 3 – 0         |
| Uit   | 3 – 0   | 1 – 3         | 0 – 0   | 0 – 4 | 3 – 1  | 2 – 2     | 1 – 4 | 0 – 1        | 1 – 0      | 3 – 1    | 2 – 3 | 1 – 2   | 1 – 1 | 3 – 3      | 0 – 3 | 0 – 0      | 4 – 4         |

### KNVB beker
| Groepsfase                                                | Blauw-Wit                                                                                  | 9 – 1 (4 – 0) | Hilversum                                               |
| 14 augustus 1960 Plaats: Amsterdam Olympisch Stadion      | Ger Clement –', –' Wim Bleijenberg 25', –' Dries Mul –', –', –' Gerrie Althoff Piet Dekker |               | Evert-Jan Vonk                                          |
| Groepsfase                                                | Hilversum                                                                                  | 3 – 3 (1 – 3) | 't Gooi                                                 |
| 17 augustus 1960 Plaats: Hilversum Gemeentelijk Sportpark | Chris Lefering 20', 45' (pen.) Gijs van Wieringen 52'                                      |               | 32' Gerard de Jongh 35' Theo Buenen 32' Cees van Wilpen |
| Groepsfase                                                | DWS/A                                                                                      | 3 – 0 (3 – 0) | Hilversum                                               |
| 18 september 1960 Plaats: Amsterdam Olympisch Stadion     | Dick Hollander Leen Corbran Arie de Oude                                                   |               |                                                         |
| Groepsfase                                                | Hilversum                                                                                  | 1 – 1 (1 – 0) | HVC                                                     |
| 30 oktober 1960 Plaats: Hilversum Gemeentelijk Sportpark  | Gijs van Wieringen 10'                                                                     |               | 77' (pen.) Siem Sleeking                                |

## Statistieken Hilversum 1960/1961

### Eindstand Hilversum in de Nederlandse Tweede divisie 1960 / 1961
| Stand | Gespeeld | Gewonnen | Gelijk | Verloren | Punten | Doelpunten voor | Doelpunten tegen |
| ----- | -------- | -------- | ------ | -------- | ------ | --------------- | ---------------- |
| 2e    | 34       | 19       | 10     | 5        | 48     | 85              | 48               |

### Topscorers
| #                | Naam                   | Goal |
| ---------------- | ---------------------- | ---- |
| 1.               | Evert Pluim            | 21   |
| 2.               | Chris Lefering         | 17   |
| 3.               | Gijs van Wieringen     | 11   |
| 4.               | Evert-Jan Vonk         | 7    |
| 5.               | Hans Akkerman          | 5    |
| 5.               | Henk van der Voort     | 5    |
| 7.               | Bertus van Beek        | 4    |
| 7.               | Flip Krant             | 4    |
| 7.               | Martin Looman          | 4    |
| 10.              | Gerard Hogenbirk       | 2    |
| 10.              | Cor van Moorst         | 2    |
| Eigen doelpunten |                        |      |
| –                | John Abma (PEC)        | 1    |
| –                | Jan van Delft (Zeist)  | 1    |
| –                | Henk Zieltjens (LONGA) | 1    |
| Totaal           | Totaal                 | 85   |

| #      | Naam               | Goal |
| ------ | ------------------ | ---- |
| 1.     | Gijs van Wieringen | 2    |
| 1.     | Chris Lefering     | 2    |
| 3.     | Evert-Jan Vonk     | 1    |
| Totaal | Totaal             | 5    |

## Voetnoten
Baronie · De Graafschap · Haarlem · Hilversum · LONGA · N.E.C. · Oldenzaal · PEC · Rigtersbleek · Roda Sport · Tubantia · UVS · De Valk · Velox · Wilhelmina · Zeist · Zwartemeer · Zwolsche Boys